# Herb powiatu kwidzyńskiego
Herb powiatu kwidzyńskiego – jeden z symboli powiatu kwidzyńskiego, ustanowiony 7 czerwca 1999.

## Wygląd i symbolika
Herb przedstawia na tarczy w polu czerwonym wizerunek złotego orła z takimż nimbem. Orzeł jest atrybutem św. Jana Ewangelisty.